# Astragon
Astragon Entertainment GmbH è una casa produttrice di videogiochi e software per computer ubicata nella città di Mönchengladbach, Germania.
Originariamente l'azienda era ubicata a Hagen ma si è spostata nel 2004 a Mönchengladbach. La Astragon è specializzata in giochi di simulazione per PC e poi iniziò a programmare in altri campi, quando pubblicò Wendy: Holidays at Rosenborg per il Nintendo DS.
Ha anche pubblicato diversi giochi in lingua inglese con l'etichetta Just Play It! tra cui "Myst IV: Revelation" e "CSI: Dark Motives".
La Astragon ha anche pubblicato giochi da Big Fish Games e iWin nel mercato in lingua tedesca.

## Videogiochi
- 111 Children's Games (2006) Windows
- The 15 Most Popular Card Games (2008) Windows
- 4 Elements (2010) Nintendo DS
- Abra Academy (2009) Windows
- Abra Academy 2: Returning Cast (2009) Windows
- Air Attack: Fighter Jet Simulator (2006) Windows
- Apollo Simulator (2006) Windows
- Agriculture Simulator 2008 (2008) Windows
- Agriculture Simulator 2009 (2009) Windows
- Agriculture Simulator 2009: Gold Edition (2009) Windows
- Astro Avenger II (2008) Windows
- Azada (2008) Windows
- Azada: Ancient Magic (2009) Windows
- Babylonia (2009) Windows
- Bagger-Simulator 2011 (2010, literally Excavator Simulator 2011) [1]
- Black Sails: The Spirit Ship (2010) Windows [2]
- Build-a-lot 3: Passport to Europe (2010, known in Germany as Build-a-lot: Reise nach Europa) Windows [3]
- Bus-Simulator 2008 (2007) Windows
- Bus-Simulator 2009 (2009) Windows
- Bus-Simulator 2012 (2012) Windows
- Bus Simulator 16 (2016) Windows
- Bus Simulator 18 (2018) Windows
- Bus Simulator (2019) Xbox One - PS4
- Bus Simulator: City Ride (2022) Android - iOS - Nintendo Switch
- Cassandra's Journey: The Legacy of Nostradamus (2009, known in Germany as Cassandras Adventure) Windows
- Cassandra's Journey 2: The Fifth Sun of Nostradamus (2010, known in Germany as Cassandras Abenteuer 2: Die fünfte Sonne des Nostradamus) Windows  → (archiviato dall'url originale il 28 marzo 2010)
- City Builder Rome (2010) Windows  → (archiviato dall'url originale il 28 marzo 2010)
- Cityconomy: Service for your City (2015) Windows
- The Cooking Professionals (2006) Windows
- Conflict: Vietnam (2007) Windows
- Construction Simulator 2015 (2015) Windows
- Crane Simulator 2009 (2008) Windows
- Crystal Loop (2007) Windows
- CSI: Dark Motives (2007) Windows
- Dark Tales: Edgar Allan Poe's Murders in the Rue Morgue (2010, known in Germany as Dark Tales: Der Mord in der Rue Morgue)  → (archiviato dall'url originale il 28 marzo 2010)
- Delaware St. John Volume 1: The Curse of Midnight Manor (2005) Windows
- Delaware St. John Volume 2: The Town With No Name (2005) Windows
- Delaware St. John: Collection (2007) Windows
- Demolition Company: The Abort-Simulator (2010) Windows  → (archiviato dall'url originale il 22 marzo 2010)
- Diamantris (2006) Windows
- Diamantris 2 (2008) Windows
- Diamantris: Winter Wonderland Edition (2007) Windows
- Die Schatzsucher 2: Die verzauberten Gemälde (2010, literally The Treasure Hunter 2: The Enchanted Painting)  → (archiviato dall'url originale il 28 marzo 2010)
- Disco Tycoon (2010) Windows  → (archiviato dall'url originale il 28 marzo 2010)
- Diving 2008: The Diving Simulator (2007) Windows
- Dr. Grips 2: Brain Trainer (2008) Windows
- Dr. Grips 3: Brain Coach (2009) Windows
- Drawn: The Painted Tower (2010, known in Germany as Drawn: Der Turm) Windows  → (archiviato dall'url originale il 7 marzo 2010)
- Dream Stripper (2006) Windows
- Dream Stripper II: Cabaret (2008) Windows
- Driving-Simulator 2009 (2008) Windows
- Echoes of the Past: Royal House of Stone (2010, known in Germany as Echoes of the Past: Das versteinerte Königshaus)  → (archiviato dall'url originale il 28 marzo 2010)
- Erotic Empire Deluxe (2006) Windows
- Escape the Museum (2010) Nintendo DS  → (archiviato dall'url originale l'8 gennaio 2010)
- Excavator Simulator 2008 (2008) Windows
- Extreme Motorbike Racing (2007) Windows
- The Farm (2008) Nintendo DS  → (archiviato dall'url originale il 21 dicembre 2009), Windows  → (archiviato dall'url originale il 18 gennaio 2010)
- Family Park Tycoon (2008) Nintendo DS
- Farmer Jane (2010) Windows  → (archiviato dall'url originale il 28 marzo 2010)
- Fire-brigade Simulator 2010 (2010) Windows  → (archiviato dall'url originale il 12 febbraio 2010)
- Fish Tycoon (2008) Windows
- Fishing 2008: Lakes and Rivers of Europe (2007) Windows
- Fishing 2009 (2008) Windows
- Fishing 2010 (2009) Windows
- Flux Family Secrets: The Ripple Effect (2010) Windows  → (archiviato dall'url originale il 28 marzo 2010)
- Forgotten Lands: First Colony (2010, known in Germany as Das vergessene Land: Erste Siedler) Windows  → (archiviato dall'url originale il 28 marzo 2010)
- Fork-lift Truck Simulator 2009 (2009) Windows
- Game Tycoon 1.5 (2005) Windows
- Garbage Disposal Simulator 2008 (2008) Windows
- Garten-Simulator 2010 (2010, literally Garden-Simulator 2010) Windows  → (archiviato dall'url originale l'11 marzo 2010)
- Handball-Simulator: European Tournament 2010 (2010) Windows  → (archiviato dall'url originale il 22 gennaio 2010)
- Hard Truck Tycoon (2006) Windows
- Haunted Hotel 2 (2009) Windows  → (archiviato dall'url originale il 27 novembre 2009)
- Heroes Of WWII (2006) Windows
- Hidden Expedition: Amazon (2009) Windows
- Hidden Expedition: Devil's Triangle (2010, known in Germany as Hidden Expedition: Bermuda-Dreieck)  → (archiviato dall'url originale il 28 marzo 2010)
- Hidden Expedition: Everest (2008) Windows
- Hidden Expedition: Titanic (2008) Windows
- Hidden Mysteries: Buckingham Palace (2009) Windows, Nintendo DS  → (archiviato dall'url originale il 7 novembre 2012)
- Hidden Mysteries: Titanic (2009) Nintendo DS  → (archiviato dall'url originale il 28 gennaio 2010), Wii  → (archiviato dall'url originale il 28 gennaio 2010), Windows
- Hidden Mysteries: Conspiracy in the White House (2010) Windows  → (archiviato dall'url originale il 14 marzo 2010)
- High Sea-Fish: Simulation (2009) Windows
- Holiday Games (2010) Wii  → (archiviato dall'url originale il 16 gennaio 2010)
- Hollywood Tycoon (2005) Windows
- Inca Master (2008) Windows
- Jack Keane Gold Edition (2010) Windows  → (archiviato dall'url originale il 27 aprile 2021)
- Jewel Quest (2008) Windows
- Jewel Quest II (2008) Windows
- Jewel Quest III (2010) Windows  → (archiviato dall'url originale il 28 marzo 2010)
- Jewel Quest IV (2010) Windows  → (archiviato dall'url originale il 28 marzo 2010)
- Jewel Quest Mysteries (2009) Windows
- Jewel Quest Mysteries (2010, collects Jewel Quest Mysteries and Mysteryville) Nintendo DS  → (archiviato dall'url originale il 7 novembre 2012)
- Jewel Quest Mysteries 2 (2009) Windows
- Jewel Quest Solitaire (2010, collectes Jewel Quest Solitaire 1, 2 and 3) Nintendo DS  → (archiviato dall'url originale il 7 novembre 2012)
- Jewel Quest Solitaire II (2008) Windows
- Jewel Quest Solitaire III (2010)  → (archiviato dall'url originale il 28 marzo 2010)
- Jojo´s Fashion Show (2008) Windows
- Juice Mania (2010) Windows  → (archiviato dall'url originale il 28 marzo 2010)
- The Large Pack of Cards Box (2009) Windows
- The Large Package of Ship Simulations (2008) Windows
- Lieferwagen-Simulator 2010 (2010, literally Delivery Van Simulator 2010) Windows  → (archiviato dall'url originale il 22 marzo 2010)
- The Lonely Island: Adventures with RobinToon Crusoe (2006) Windows
- Lost in the City (2010) Windows  → (archiviato dall'url originale il 28 marzo 2010)
- Lost Secrets: Ancient Mysteries: The Treasure of the Forgotten Pharoahs (2010, known in Germany as Ancient Mysteries: Der Schatz des vergessenen Pharaos)  → (archiviato dall'url originale il 27 aprile 2021)
- Lost Secrets: Bermuda Triangle (2009) Windows
- MahJong Quest II (2008) Windows
- MahJong Quest III (2010) Windows  → (archiviato dall'url originale il 28 marzo 2010)
- Marble Sheep (2008) Windows
- Marbles 3D (2007) Windows
- Megaplex Madness (2009) Windows
- Model Boat 3D (2005) Windows
- Model Car Simulator 3D (2005) Windows
- Model Helicopter 3D: ToyCopter (2008) Windows
- Model Railway 2008 (2007) Windows
- Mountainboard Stunt Racing (2007) Windows
- Myst IV: Revelation (2007) Windows
- Mystery Case Files: Dire Grove (2010) Windows  → (archiviato dall'url originale il 5 giugno 2010)
- Mystery Case Files: Huntsville (2008) Windows
- Mystery Case Files: Madame Fate (2008) Windows
- Mystery Case Files: Prime Suspects (2008) Windows
- Mystery Case Files: Ravenhearst (2008) Windows
- Mystery Case Files: Return to Ravenhearst (2009) Windows
- Mystery Chronicles: Murder Among Friends (2009) Windows
- Nikita (2009) Windows
- Nipplegate (2006) Windows
- NoLimits Fairground (2005) Windows
- Operation Air Assault 1+2 (2006) Windows
- P.J. Pride: The Animal Detective (2009) Windows
- Pacific Fighters (2007) Windows
- Party Service (2009) Windows
- Ports of Call (2006) Windows
- Ports of Call 2008 Deluxe (2008) Windows
- Pro Judo (2006) Windows
- Pro Tennis (2006) Windows
- Pro Volleyball (2006) Windows
- Professional Billard (2006) Windows
- PuppetShow: Mystery of Joyville (2010, known in Germany as Puppet Show: Das Geheimnis von Joyville)  → (archiviato dall'url originale il 28 marzo 2010)
- QBrixx 2 (2007) Windows
- Railway (2006) Windows
- Railway 1.0 (2008) Windows
- Rollercoaster Construction Kit (2006) Windows
- Rollercoaster Simulator 2009 (2009) Windows
- Sailing 2007 (2006) Windows
- Sailing: Deutsche Islands: North Sea and Baltic Sea (2007) Windows
- Safaria (2009) Windows
- The Schatzsucher (2009) Windows
- The Secret of the Aztecs (2008) Windows
- The Secret of the Pyramids (2010, known in Germany as Das Geheimnis der Pyramiden) Windows  → (archiviato dall'url originale il 28 marzo 2010)
- Secrets of London (2008) Windows
- The Serpent of Isis (2010, known in German as Die Schlange der Isis) Windows  → (archiviato dall'url originale il 28 marzo 2010)
- Sherlock Holmes: The Mystery of the Persian Carpet (2009) Windows
- Ship Simulator Add-On (2007) Windows
- Ship Simulator 2006: Platinum Edition (2007) Windows
- Ship Simulator 2008 (2007) Windows
- Ship Simulator 2008: New Horizons (2008) Windows
- Ship Simulator Gold Edition (2009) Windows
- The Ship Simulator Double Box (2008) Windows
- Shoot the Chief (2005) Windows
- Space Shuttle Simulator (2008) Windows
- Splinter Cell Special Edition (2007) Windows
- Spreng- und Abriss-Simulator (2009) Windows
- Strange Cases: The Tarot Card Mystery (2009, known in Germany as Strange Cases - Das Geheimnis der Tarotkarten) Windows  → (archiviato dall'url originale il 28 marzo 2010)
- Strip Black Jack (2008) Windows
- Street Cleaning Simulator (2011) Windows
- The Sultan's Labyrinth (2010, known in Germany as Sultan's Labyrinth)  → (archiviato dall'url originale il 28 marzo 2010)
- Sweet Baby Polar Bear (2007) Windows
- Swimming Pool Tycoon (2009) Windows
- Table Tennis Simulator 3D (2009) Windows
- Tow Truck Simulator (2009) Windows
- TrainSim Pro: Brandenburg-Frankfurt/Oder (2008) Windows
- Trembling Towers (2006) Windows
- Turtle Island (2008) Windows
- TransOcean - The Shipping Company (video game) (2014) Windows
- U-Boat-Simulator: 1st World War (2009) Windows
- Unwell Mel (2010, known in Germany as Unwell Mel: Der verrückte Patient) Windows  → (archiviato dall'url originale il 28 marzo 2010)
- Veronica Rivers: Portals in the Uncertain Windows
- Video Game Creator (2007) Windows
- Virtual Villagers: A New Home (2008) Windows
- Water Sports (2009) Wii  → (archiviato dall'url originale il 21 dicembre 2009)
- Wendy: The Horse Hospital (2008) Nintendo DS
- Wendy: Holidays at Rosenborg (2007) Nintendo DS
- Wendy: Horseback Adventure (2007) Windows
- Wendy: The Big Prize of Rosenborg (2007) Windows
- Western Model Railroad (2006) Windows
- The Wine Empire (2009) Windows

## Software per computer
La Astragon ha anche pubblicato software per computer. Ha pubblicato software per archiviazione, CD educazionali, strumenti multimediali e programmi per design.